# Juri Camisasca
Juri Camisasca, pseudonimo di Roberto Camisasca (Melegnano, 9 agosto 1951), è un cantautore, pittore e attore italiano.

## Biografia

### Gli inizi musicali (1974-1978)
Durante il servizio militare a Udine conosce il commilitone Franco Battiato che lo introduce al mondo discografico. Il suo esordio avviene nel 1974 con l'album La finestra dentro, disco visionario e surreale prodotto da Franco Battiato e da Pino Massara e distribuito dalla casa discografica Bla Bla. Il lavoro cattura l'attenzione della critica in virtù di un'intensità espressiva e sensibilità fuori dal comune. Così il critico musicale Peppo Del Conte descrive gli esordi di Camisasca:
(Peppo del Conte)

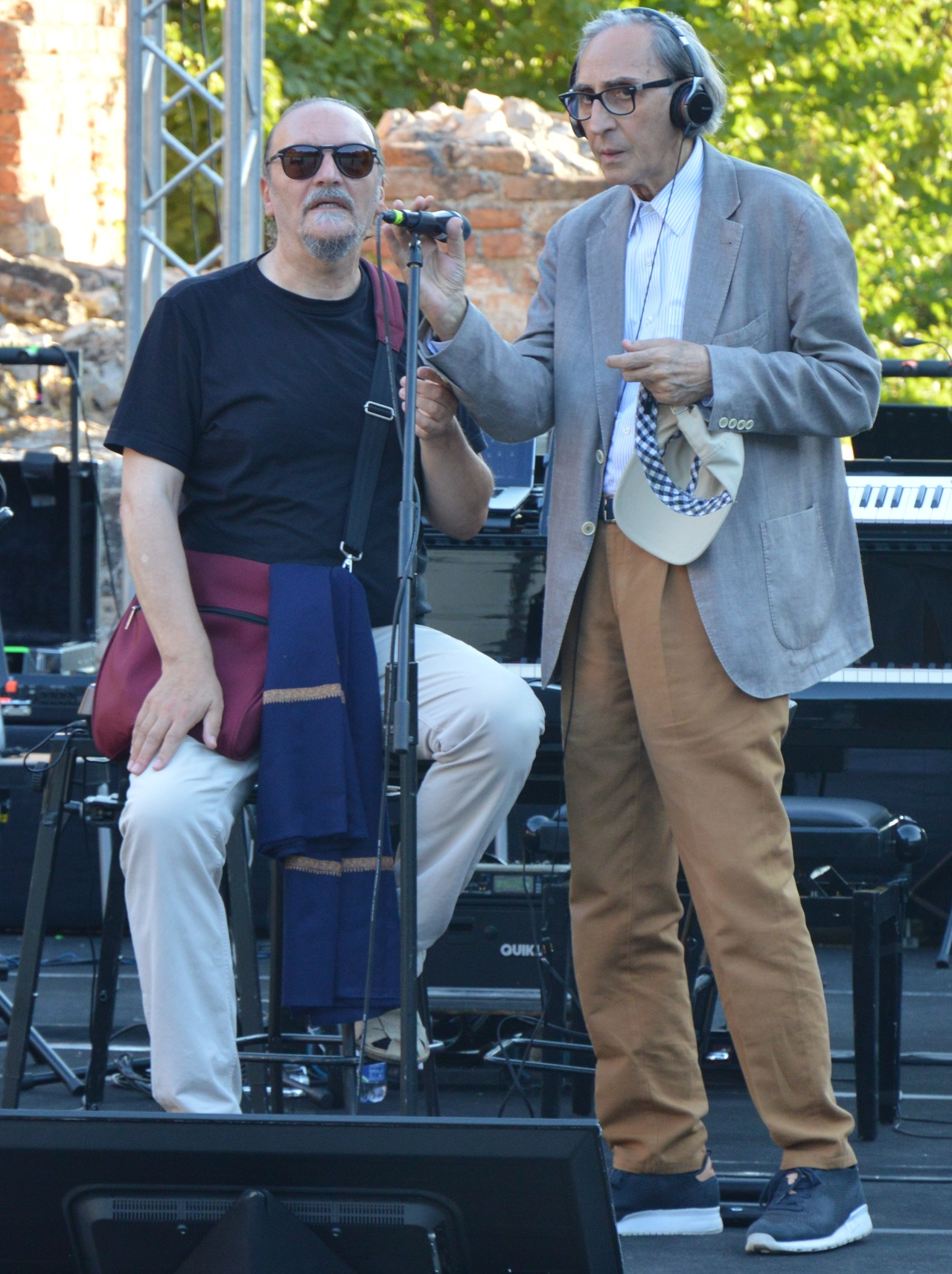
Juri Camisasca e Franco Battiato nel 2016

Nello stesso anno Camisasca presta la sua voce all'album Clic di Franco Battiato. Nel 1975 pubblica due 45 giri: La musica muore e Himalaya, entrambi arrangiati da Shel Shapiro. Alla fine dell'anno partecipa al progetto Telaio Magnetico, supergruppo che nasce e si esaurisce nell'arco di un piccolo tour, con una serie di concerti nell'Italia centro-meridionale rimasti nella storia dell'avanguardia del periodo, insieme a Franco Battiato, Mino Di Martino, Terra Di Benedetto, Roberto Mazza e Lino Capra Vaccina. L'esperienza verrà raccolta una ventina d'anni più tardi con la pubblicazione dell'album Live '75.
Nel 1976 Camisasca partecipa come corista all'album di Alfredo Cohen Come barchette dentro un tram. Nel 1978 è ancora a fianco di Battiato per la realizzazione dell'album Juke Box. La sua voce è presente anche nel disco Antico adagio di Lino Capra Vaccina. Nel 1979 vede la luce l'album Prati bagnati del Monte analogo di Francesco Messina e Raul Lovisoni. Juri presta la sua voce solista nel brano Amon ra.
Sono questi anni in cui Camisasca esegue concerti basati su lunghe improvvisazioni vocali con accompagnamento di harmonium. Tra questi merita di essere sottolineata la partecipazione alla Rassegna L'evoluzione interiore dell'uomo, al teatrino della Villa Reale di Monza, nel 1978. Da questo concerto è tratto il doppio album pubblicato nel 2018 Evoluzione interiore.
(Giordano Casiraghi - 1991)

### Il ritiro dalle scene e la vita monastica (1978-1988)
Sulla fine degli anni Settanta l'inquietudine che l'ha sempre accompagnato trova risposta nella ricerca religiosa, e così Juri decide di prendere i voti e divenire monaco benedettino, ritirandosi a vita monastica per circa undici anni.
Nel 1986 vede la luce Nomadi, brano di matrice spirituale, che verrà inciso negli anni a venire da Alice, Franco Battiato e Giuni Russo.
Dal monastero esce, temporaneamente, nel 1987 per partecipare ad alcune rappresentazioni dell'opera Genesi di Franco Battiato, in cui è cantore e voce recitante, e successivamente (nel 1988) in modo definitivo abbandonando la vita monastica per quella eremitica, vissuta alle pendici dell'Etna.

### Il ritorno sulle scene musicali (1988-2011)
Nella primavera del 1988, dopo tredici anni di assenza dal mercato discografico, esce il suo secondo album, Te Deum, pubblicato per l'etichetta dell'amico Franco Battiato, L'Ottava, e distribuito dalla EMI. Si tratta di un nuovo album di canti gregoriani, arrangiato elettronicamente, che comprende brani della tradizione e composizioni originali, rivisitati e musicati dallo stesso Camisasca.
Nel 1989 scrive brani per Alice, come Il sole nella pioggia, Visioni, Tempo senza tempo, L'era del mito e Le baccanti. Nello stesso anno, per l'album Svegliando l'amante che dorme di Milva, compone I processi del pensiero, Potemkin e Angelo del rock e partecipa come corista al tour che Milva terrà in vari teatri d'Italia. 
Nel 1990 prende parte come corista alla tragedia greca I Persiani di Eschilo andata in scena al Teatro Greco di Siracusa per la regia di Mario Martone, con musiche di Franco Battiato e Giusto Pio.
Il 1991 è l'anno del suo terzo lavoro discografico, Il Carmelo di Echt, un album di brani inediti di grande intensità lirica, espressione di una profonda ricerca interiore, tra cui spicca l'omonimo brano dedicato ad Edith Stein e Nuvole bianche. Nell'ottobre dell'anno successivo partecipa come ospite al Premio Tenco, dove interpreta 3 brani dal suo ultimo album: Il Carmelo di Echt, La nave dell'eterno talismano e Le acque di Siloe.
Nel 1992 Camisasca partecipa come cantore e voce recitante al Gilgamesh di Franco Battiato; sempre nello stesso anno collabora ancora con Lino Capra Vaccina, per il quale presta la sua voce, nei cori, nei brani Le son de la musique e Radiofonic song, contenuti nell'album L'attesa. In questo periodo scrive per Giuni Russo il brano L'abisso del sesso, che rimarrà inedito fino al 2003, quando verrà inserito in Demo de midi.
Nel 1995 collabora ancora una volta con Lino Capra Vaccina, per il quale scrive il brano La voce del vento e presta inoltre la sua voce nei cori all'album In cammino tra i sette cieli. Nel 1997 è presente nella raccolta Devogue per la quale interpreta il brano Broken Blossom. L'anno successivo collabora al brano di Alice Open your eyes, contenuto nell'album Exit.
Dopo nove anni di silenzio, nel 1999 Camisasca pubblica un nuovo album di inediti, Arcano enigma, prodotto da Franco Battiato, arrangiato e suonato in collaborazione con i Bluvertigo.  L'anno successivo scrive per Alice il brano Il giorno dell'indipendenza, con cui la cantante forlivese partecipa al Festival di Sanremo 2000.  Sempre nello stesso anno collabora con la Premiata Forneria Marconi, per la quale scrive con Franco Battiato il testo del brano Nuvole nere contenuto nell'album Serendipity.
Nel 2002 esce la raccolta La convenzione, che include alcuni brani di Battiato, Camisasca e Osage Tribe risalenti agli anni settanta.  Nel 2008 reinterpreta il brano La musica muore, in coppia con Battiato, nell'album Fleurs 2 del maestro catanese. Nel 2011 partecipa alla nuova opera lirica di Franco Battiato, Telesio, interpretando il brano gregoriano Attende, Domine.

### I nuovi concerti (dal 2011 in poi)

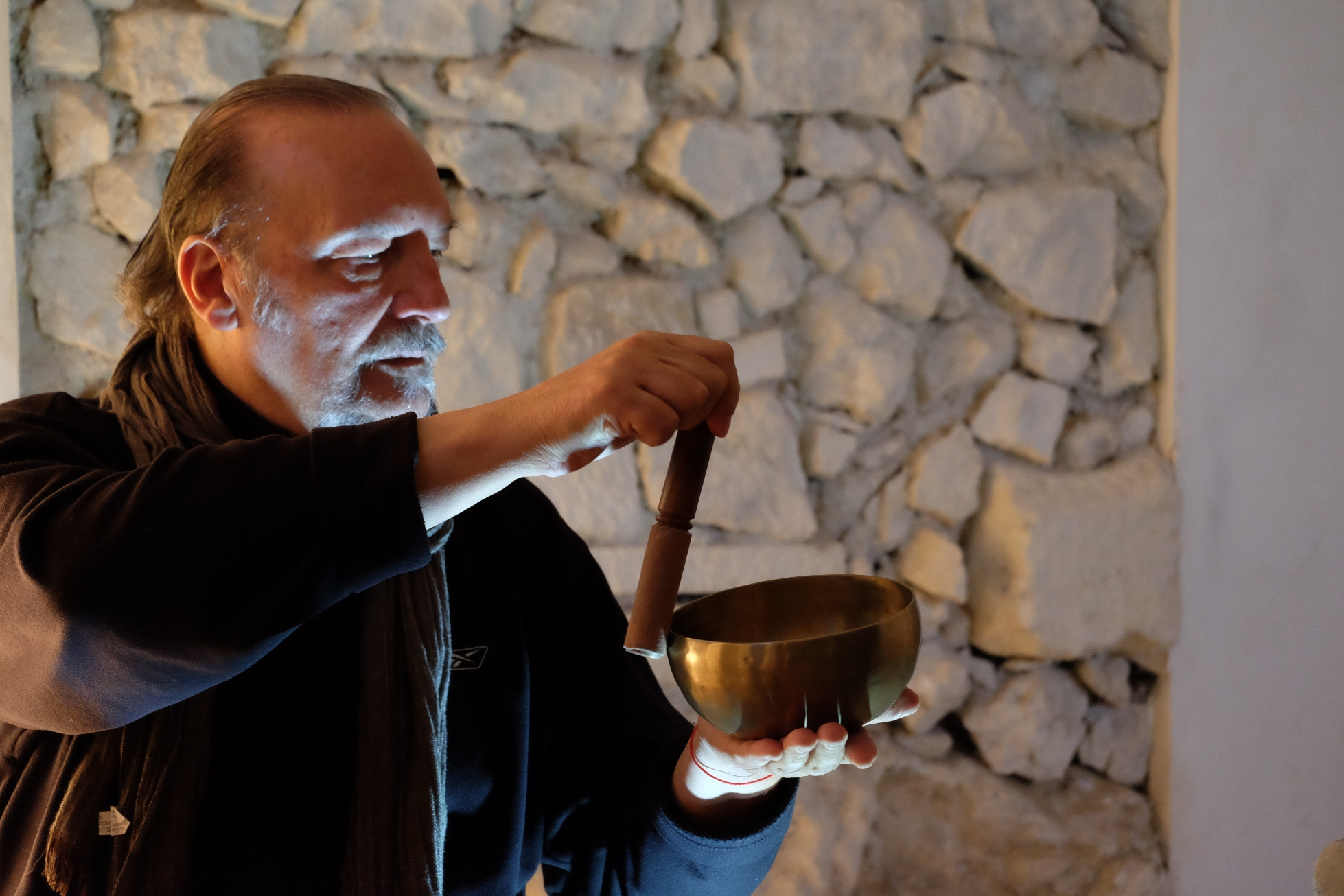
Juri Camisasca nel 2018

Dopo 10 anni di assenza dalle scene, torna a cantare dal vivo per la rassegna ideata da Battiato, La natura della mente con un concerto al teatro Sangiorgi di Catania dal titolo L'armonia nascosta. Lo stesso spettacolo verrà proposto nello stesso anno per la rassegna Le corde dell'anima a Cremona.
Nel febbraio 2015 è tra i protagonisti del lavoro teatrale con la regia di Gioacchino Palumbo Nastienka e il cantore, che avrà 3 rappresentazioni al teatro Stabile di Catania. Nel maggio del 2016 avviene il ritorno discografico di Camisasca che, in coppia con il musicista Rosario Di Bella, realizza e pubblica il disco Spirituality, distribuito dalla Warner Music. L'album del duo si avvale di una miscellanea di stili - tra cui pop, acustica ed elettronica - per raccontare 14 storie e momenti di spiritualità in maniera raffinata e delicata.
Alla pubblicazione dell'album segue un tour che tocca varie piazze di Italia (Ragusa, Palermo, Roma, Alba) con una data europea al teatro Senghor di Bruxelles. 
Adunanza Mistica è il titolo del concerto che Juri porta dal 2017 in varie piazze d'Italia avvalendosi spesso della collaborazione della pianista Erika Lo Giudice e del percussionista Peppe Di Mauro. Il concerto ha visto anche la partecipazione di Mario Barzaghi, impegnato in una performance di teatro danza kathakhali.
Nel luglio 2018 Camisasca presenta alla co-cattedrale di Malta il concerto di canti gregoriani e brani spirituali Exultet.  Nel marzo dello stesso anno il regista Paolo Paladino realizza il Non cercarti fuori  in collaborazione con il giornalista Antonello Cresti. Frutto di una produzione dal basso, il docufilm è un viaggio attraverso i paesaggi siciliani situati alle pendici dell’Etna, dove Juri vive quotidianamente il lento scorrere del tempo. Il rapporto con il silenzio, con lo Spirito, con il luogo che lo ospita, con il Suono come manifestazione di qualcosa di più alto sono gli elementi che caratterizzano l'opera di Paladino.

### Altre attività
Da molti anni accosta all'attività musicale quella pittorica delle icone. Nel 2003 partecipa al primo film di Franco Battiato Perdutoamor come narratore della lezione di tantra.  Nel 2005 recita nel secondo film di Franco Battiato Musikanten e nel 2007 nel terzo film Niente è come sembra.

## Discografia

### Album in studio
- 1974 - La finestra dentro
- 1988 - Te Deum
- 1991 - Il carmelo di Echt
- 1999 - Arcano enigma
- 2016 - Spirituality (con Rosario Di Bella)
- 2019 - Laudes
- 2021 - CristoGenesi

### Album dal vivo
- 1995 - Live '75 (con il gruppo Telaio Magnetico)
- 2018 - Evoluzione interiore
- 2020 - Dal vivo alla Cappella Palatina

### Singoli
- 1975 - La musica muore/Metamorfosi
- 1975 - Himalaya/Un fiume di luce
- 1999 - L'evidenza di un amore

### Raccolte
- 2002 -  La convenzione (con Franco Battiato e Osage Tribe)

### Partecipazioni
- 2001 - AA.VV. Lettere celesti, con il brano Le acque di Siloe
- 2019 - Luciano Varnadi Ceriello, Juri Camisasca, Vera Mignola, Giuseppe Giulio di Lorenzo: Oniric Chopin (Prosimelometro N.1)

## Teatro
- Genesi, regia di Franco Battiato (1987)
- I Persiani, regia di Mario Martone (1990)
- Gilgamesh, regia di Franco Battiato (1992)
- Telesio, regia di Franco Battiato (2011)
- Nastienka e il cantore

## Filmografia
- Perdutoamor, regia di Franco Battiato (2003) - Voce fuori campo
- Musikanten, regia di Franco Battiato (2005)
- Niente è come sembra, regia di Franco Battiato (2007)

## Brani scritti per altri artisti
- Alice: Nomadi, Il sole nella pioggia, Visioni, Tempo senza tempo, L'era del mito, Le baccanti, Open your eyes, Il giorno dell'indipendenza
- Franco Battiato: Nomadi, Torneremo ancora (con Franco Battiato)
- Milva: I processi del pensiero (con Franco Battiato), Potëmkin, Angelo del rock e Non conosco nessun Patrizio (con Franco Battiato su testo di Manlio Sgalambro)
- Giuni Russo: Nomadi, Il carmelo di Echt e L'abisso del sesso
- Premiata Forneria Marconi: Nuvole nere (con Franco Battiato su musica di Franz Di Cioccio, Flavio Premoli, Franco Mussida e Patrick Djivas)
- Biagio Antonacci: Aria di cambiamento (con Franco Battiato)